# Elena Karpova
Elena Karpova (14 de junho de 1980) é uma basquetebolista profissional russa.

## Carreira
Elena Karpova integrou a Seleção Russa de Basquetebol Feminino, em Atenas 2004, que conquistou a medalha de bronze.